# Fredrik Andersson (komiker)
Fredrik Daniel Andersson, född 24 juli 1978 i Uppsala, är en svensk ståuppkomiker.
Andersson växte upp i Tierp. Han gick på Bolandgymnasiet i Uppsala. Han debuterade som ståuppkomiker på Restaurang Syster & Bror 2004.
År 2010 var Andersson var med på Big Comedy-turnén tillsammans med Henrik Schyffert, Johan Rheborg, Adde Malmberg, Felix Herngren, Marika Carlsson och Peter Wahlbeck.
Anderssons soloföreställning “Serial Joker” vann ”Årets Föreställning 2015” på Svenska Standup-galan.
Uppträder på ståuppklubbar i Storbritannien, bland annat på Comedy Store.
Som fältartist har Andersson uppträtt i bland annat Kosovo, Ungern och Afghanistan.

## Medverkan i TV
Andersson har arbetat med manus till många svenska humorprogram, såsom 100%, Extra! Extra!, Morgonsoffan, Veckans Nyheter och Parlamentet. Framför kameran har han medverkat i bland annat RAW Comedy Club och Ballar av stål i Kanal 5. Under 2009 och 2010 medverkade Andersson i fyra avsnitt av Roast på Berns i Kanal 5 där han roastade Felix Herngren, Markoolio, Johan Glans och Ernst Billgren.

## Filmer och TV-serier, i urval
- 2017 – Släng dig i brunnen (TV-serie)